# 根津美術館

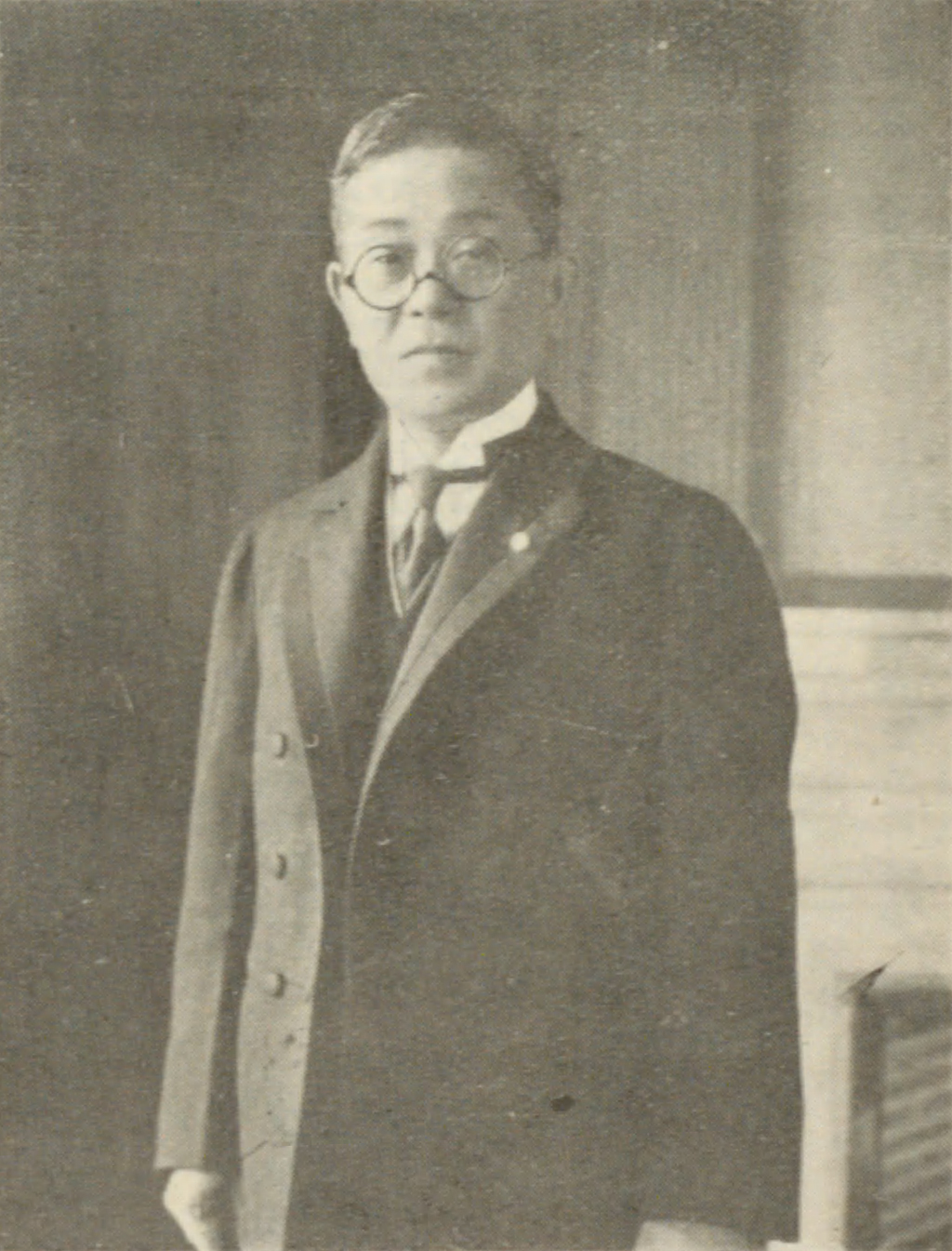
初代 根津嘉一郎

根津美術館（ねづ びじゅつかん）は、東京都港区南青山に所在する、公益財団法人根津美術館により運営される美術館である。現在の英称は Nezu Museum、以前は Nezu Institute of Fine Arts であった。 
1941年（昭和16年）11月に、前年に没した根津財閥創設者の初代根津嘉一郎の古美術コレクションを引き継く形で、邸宅を改装し財団法人根津美術館として開館した。
藤井斉成会有鄰館、大倉集古館、白鶴美術館、大原美術館などと並ぶ、日本で第二次世界大戦以前からの歴史がある数少ない私立美術館の一つである。なお根津家は現在の武蔵大学・武蔵高等学校・武蔵中学校の創立者でもある。

## 概要
初代根津嘉一郎は東の鉄道王として知られる実業家で、政治家・茶人だった。旧蔵の日本・東洋の古美術品コレクション 全4,643点を、保存・展示するために造られたことに始まる。その後も収蔵品は増加し、2009年（平成21年）時点で 6,874件、2016年（平成28年）3月末の時点で 7,420件（国宝 7件、重要文化財 87件、重要美術品 94件を含む）を数える。
江戸時代、現在の根津美術館がある敷地は、江戸定府を務めた河内国丹南藩藩主・高木家（美濃衆の一家）の江戸下屋敷だったが、江戸幕府が滅びた後、高木家は明治2年（1869年/1870年）に定府の任の免除を朝廷に願い出るべく京都に赴き、これを認められ、二度と東京に戻ることがなかったため、主に打ち捨てられた江戸下屋敷はすっかり荒れ果ててしまうこととなった。初代根津嘉一郎は、故郷から東京へ本拠を移したちょうど10年後の1906年（明治39年）になってこれを取得し、ただちに邸宅の建設を始めると共に数年がかりでの造園にも着手した。初代の没後、家督を継いだ2代目の長男がこの邸宅を美術館に改装し母屋を本館とした。詳しい経緯については「施設」節を参照のこと。
収集品は主に日本・東洋の古美術で、その高い質と幅の広さに特色がある。第二次世界大戦前の実業家の美術コレクションは茶道具主体のものが多いが、根津コレクションは、茶道具もさることながら、仏教絵画、写経、水墨画、近世絵画、中国絵画、漆工、陶磁器、日本刀とその刀装具、中国古代青銅器など、日本美術・東洋美術のあらゆる分野の一級品が揃っている。刀装具においては光村利藻が収集した光村コレクション3000点のうち約1200点を収蔵している。嘉一郎の豪快な収集ぶりは、「根津の鰐口（ねづのわにぐち）」と称されたという。
2006年（平成18年）5月8日から改築工事のために休館していたが、建築家・隈研吾の設計による新展示棟が竣工し、2009年（平成21年）10月7日に新装開館した。新しいロゴタイプは、ドイツのデザイン会社ペーター・シュミット・グループが手掛けた。

## 施設

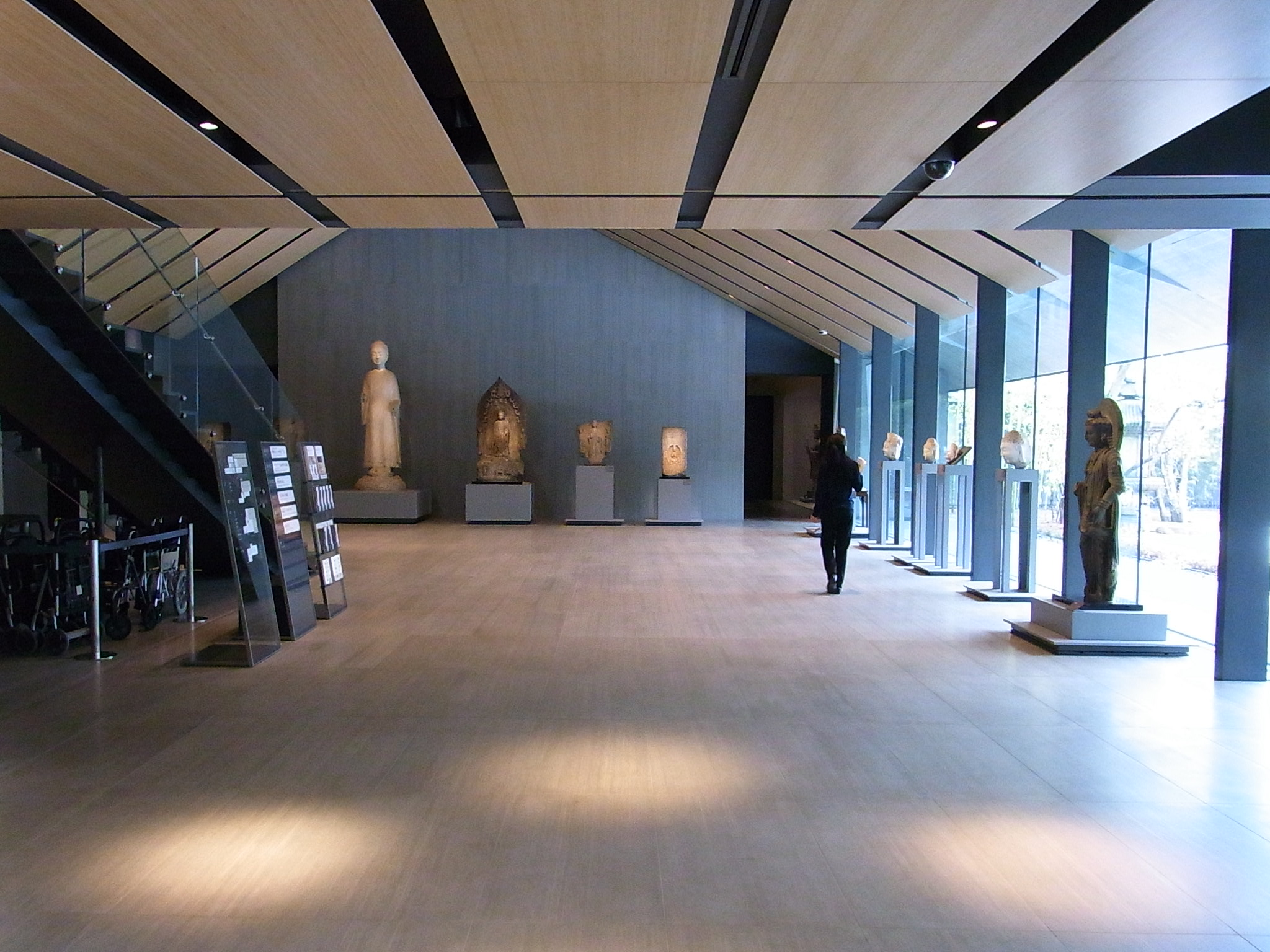
本館 1階ホールの展示
正面左端は中国・北斉の如来立像（6世紀）、右手前はガンダーラの弥勒菩薩立像（3世紀）。2010年撮影。

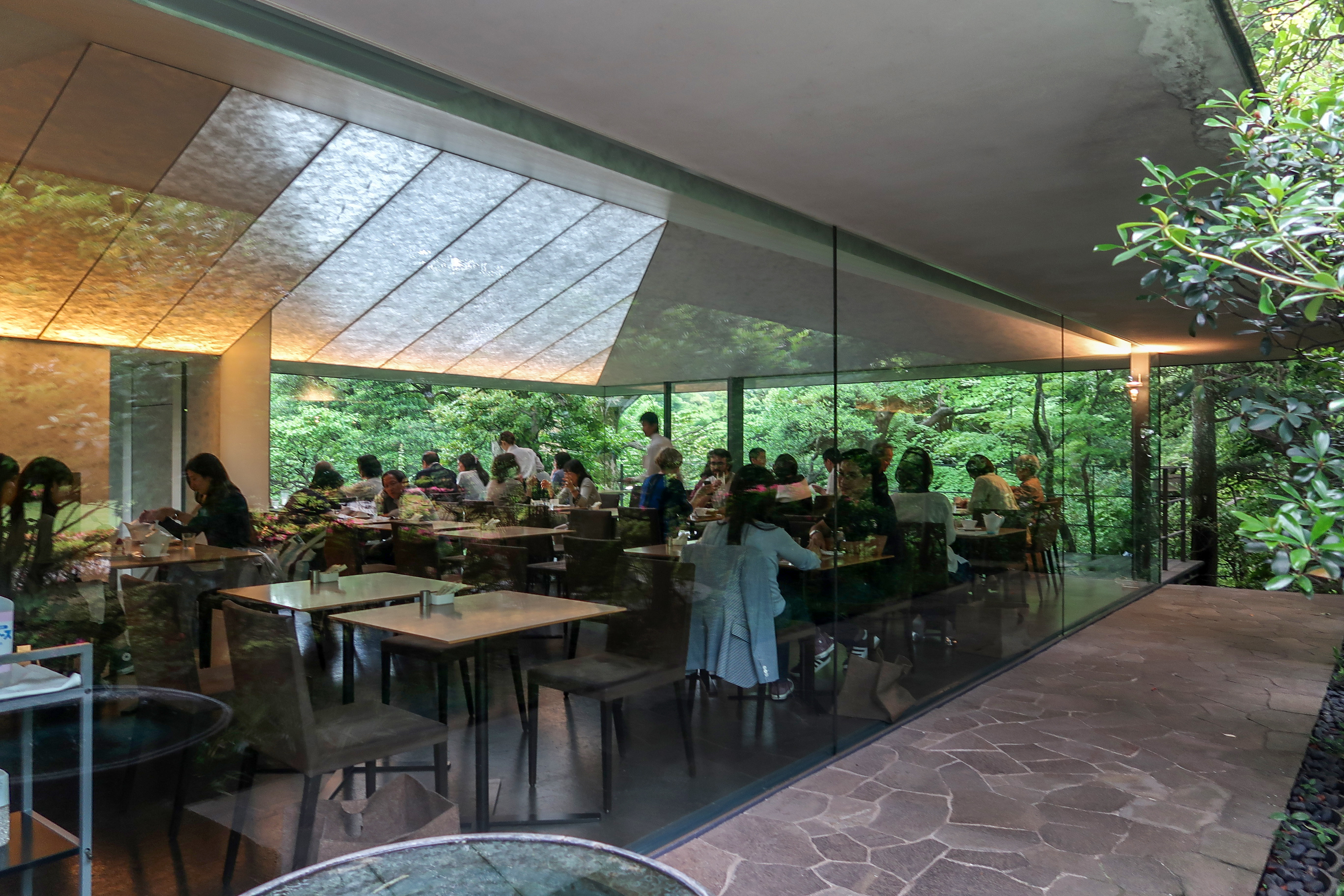
Nezu Cafe

本館（初代）
非現存。初代根津嘉一郎の家督を継いた2代目根津嘉一郎は、先代の古美術コレクションも継承し、1940年（昭和15年）に財団法人根津美術館を設立、根津嘉一郎邸を改装したうえで翌1941年（昭和16年）11月に当館を開館した。邸宅の母屋は美術館本館として利用されることとなった。
根津嘉一郎邸は、明治維新以降荒廃していた高木家江戸下屋敷を1906年（明治39年）に取得した嘉一郎が、屋敷を取り壊したうえで間もなく着工させた邸宅であった。
1945年（昭和20年）5月には、所蔵品を疎開させた後の美術館が戦災に遭い、本館は展示室など施設の大部分を焼失した。
本館（2代目）
非現存。戦禍を受けた旧本館を取り壊したうえで、1954年（昭和29年）9月に竣工・開館した。設計は今井兼次と内藤多仲による。1964年（昭和39年）9月に増築された。2006年（平成18年）5月8日から取り壊し工事に入り、美術館は新たな本館の開館まで休館することとなった。
本館（3代目）
現在の本館。先代の本館を取り壊したうえで、2009年（平成21年）2月28日に竣工、10月7日に開館した。設計・監理は隈研吾、施工は清水建設によるもので、「根津美術館」名義で、第52回（2009年度）BCS賞を受賞（2010年〈平成22年〉に受賞）、第51回（2009年度）毎日芸術賞を受賞（2010年1月に受賞）している。敷地面積15,372m2、建築面積1,947m2、延床面積4,014m2、展示室床総面積1,288m2。鉄骨鉄筋コンクリート構造および鉄骨構造で、地上2階・地下1階。切妻造の屋根は寺院建築を思わせる。
1階にはホールと展示室1・2・3、ミュージアムショップがあり、2階には展示室4・5・6がある。1階のホールは、庭園に面した南側壁面を全面ガラスとし、白大理石製の如来立像（北斉時代、総高291cm）をはじめ、中国の石仏が常設展示されている。展示室1は企画展示室であり、展示室2は絵画・書跡、展示室3は仏像、展示室4は中国青銅器、展示室5は工芸品、展示室6は茶道具をそれぞれ展示する。
新館（現・事務棟）
創立50周年記念事業の一環で企画展示室として1990年（平成2年）2月に竣工・開館した。しかし2009年（平成21年）2月に美術館がリニューアルオープンした際、新館の役割を終え、以後は事務棟として利用されている。事務室と収蔵庫がある。
庭園かつては根津嘉一郎邸の庭園であった。自然の傾斜を生かし、池を中心とした日本庭園で、庭内には4棟の茶室や薬師堂などの建物のほか、石仏・石塔・石灯籠などが点在する。また、当館は尾形光琳の燕子花図屏風を所蔵することで知られるが、庭園の一角にはそのカキツバタが群生の形で植えられていて、花の季節には作品と実物を共に鑑賞することができるようになっている。

### 施設のギャラリー

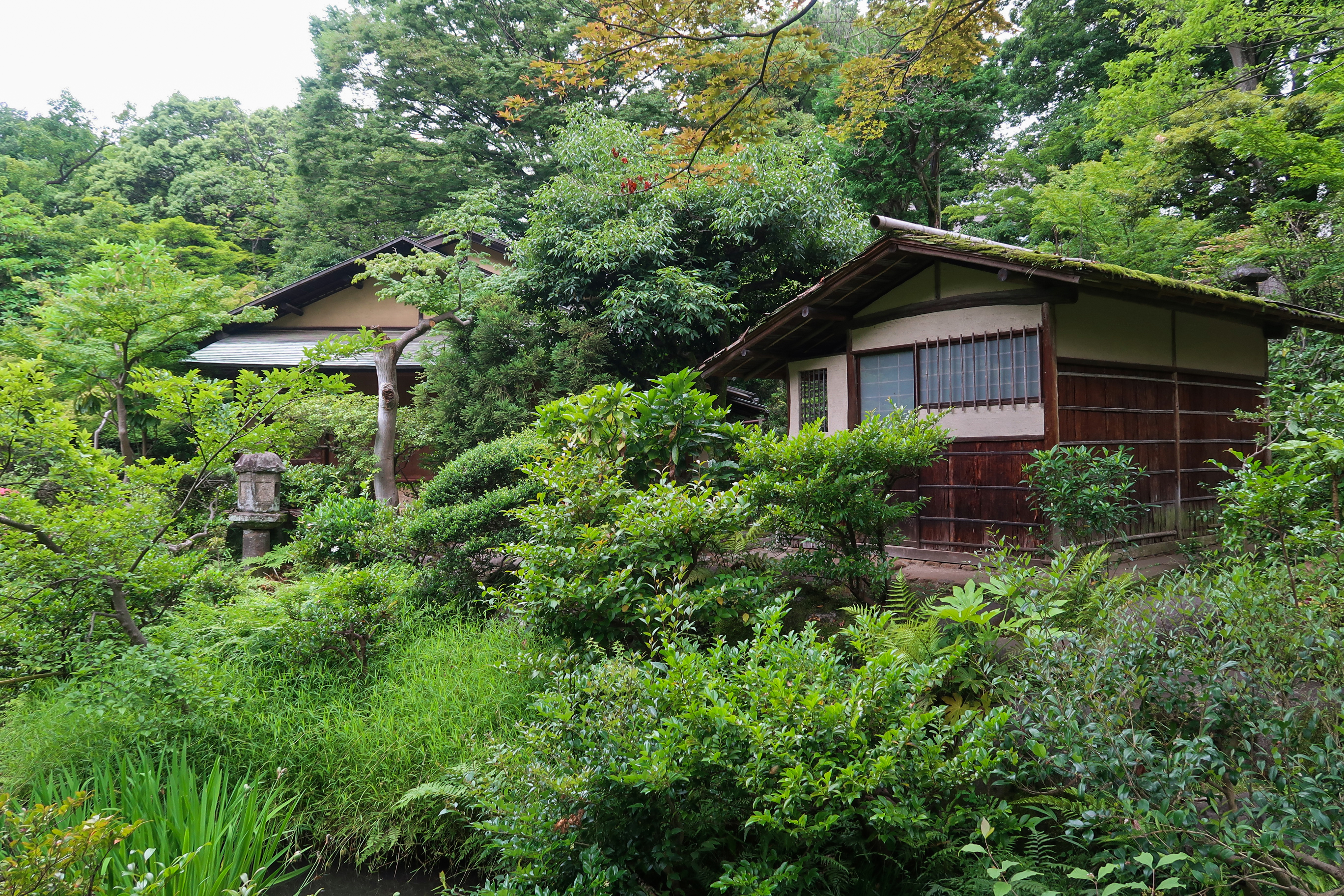
庭園（茶室は弘仁亭）（2018年5月撮影）

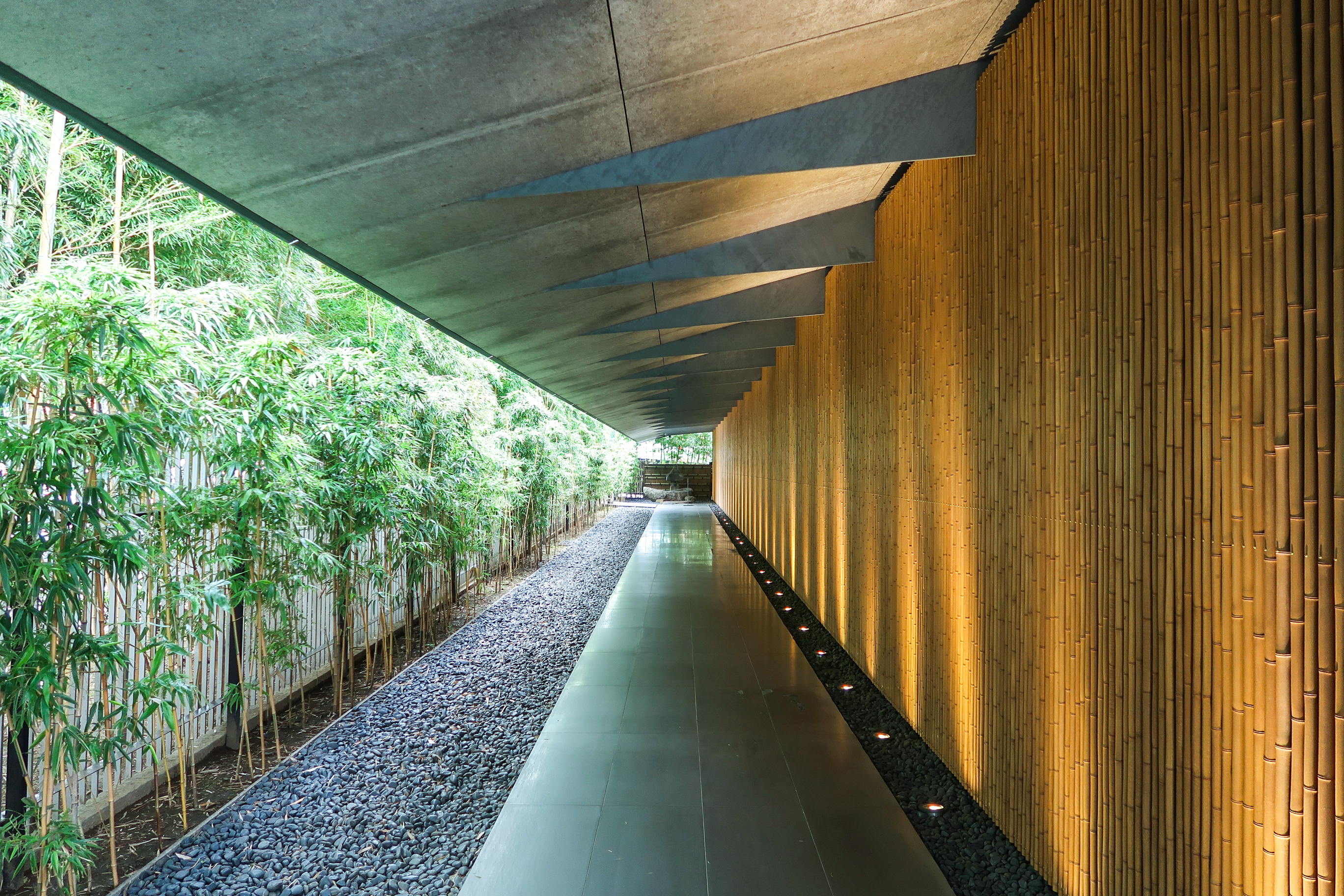
玄関までのアプローチ（2018年5月撮影）
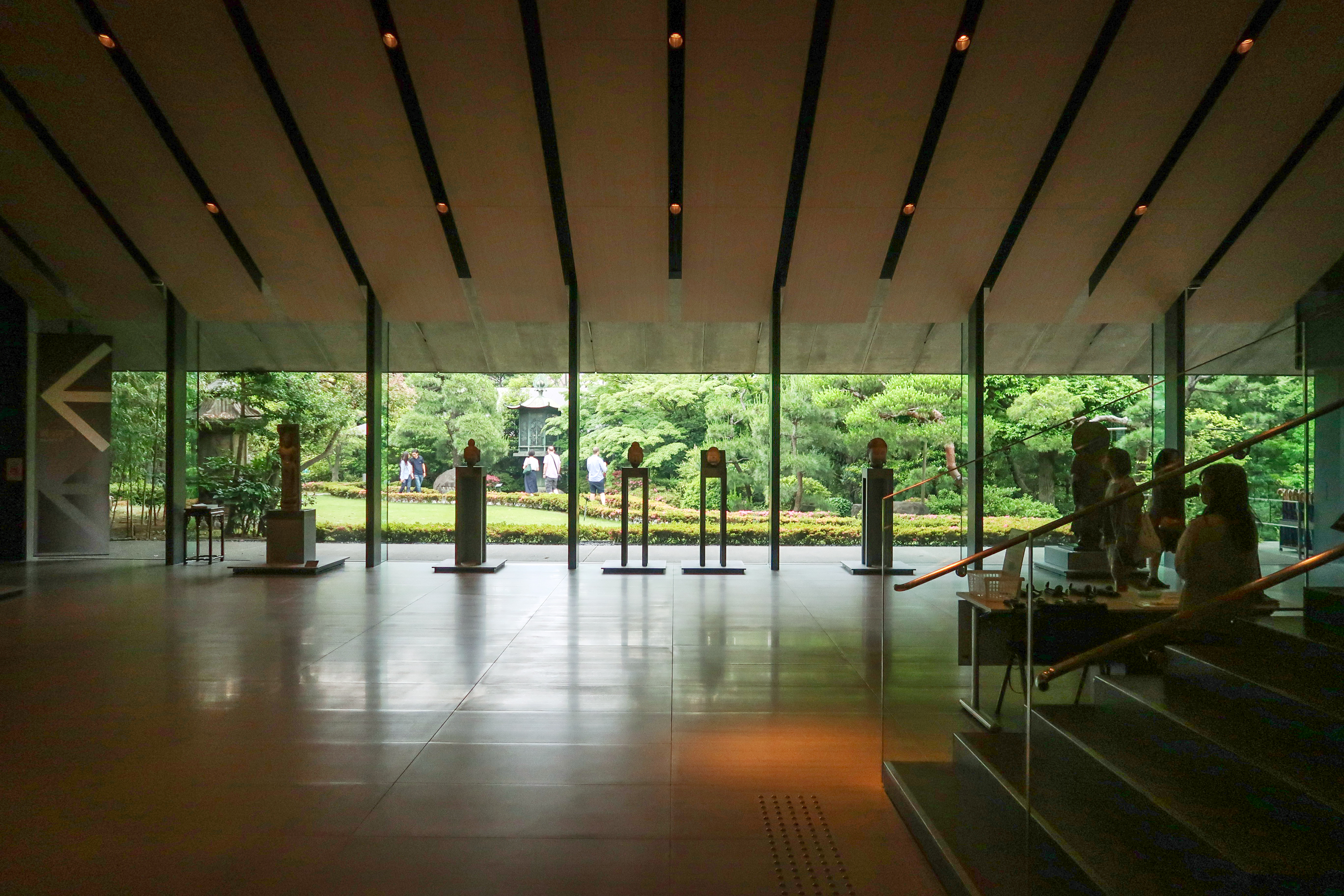
1階ホールから庭園を見る（2018年5月撮影）
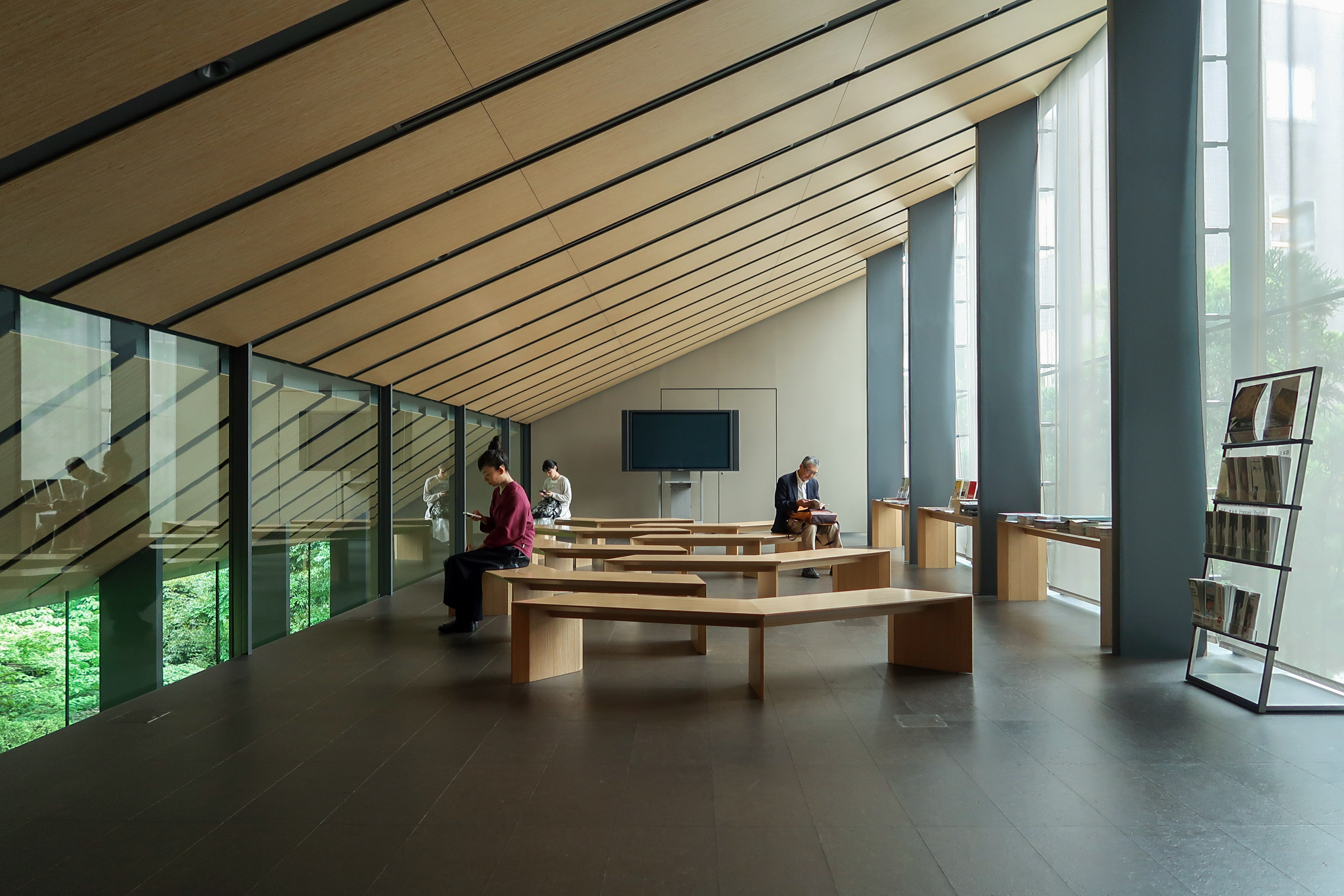
M2階（2018年5月撮影）
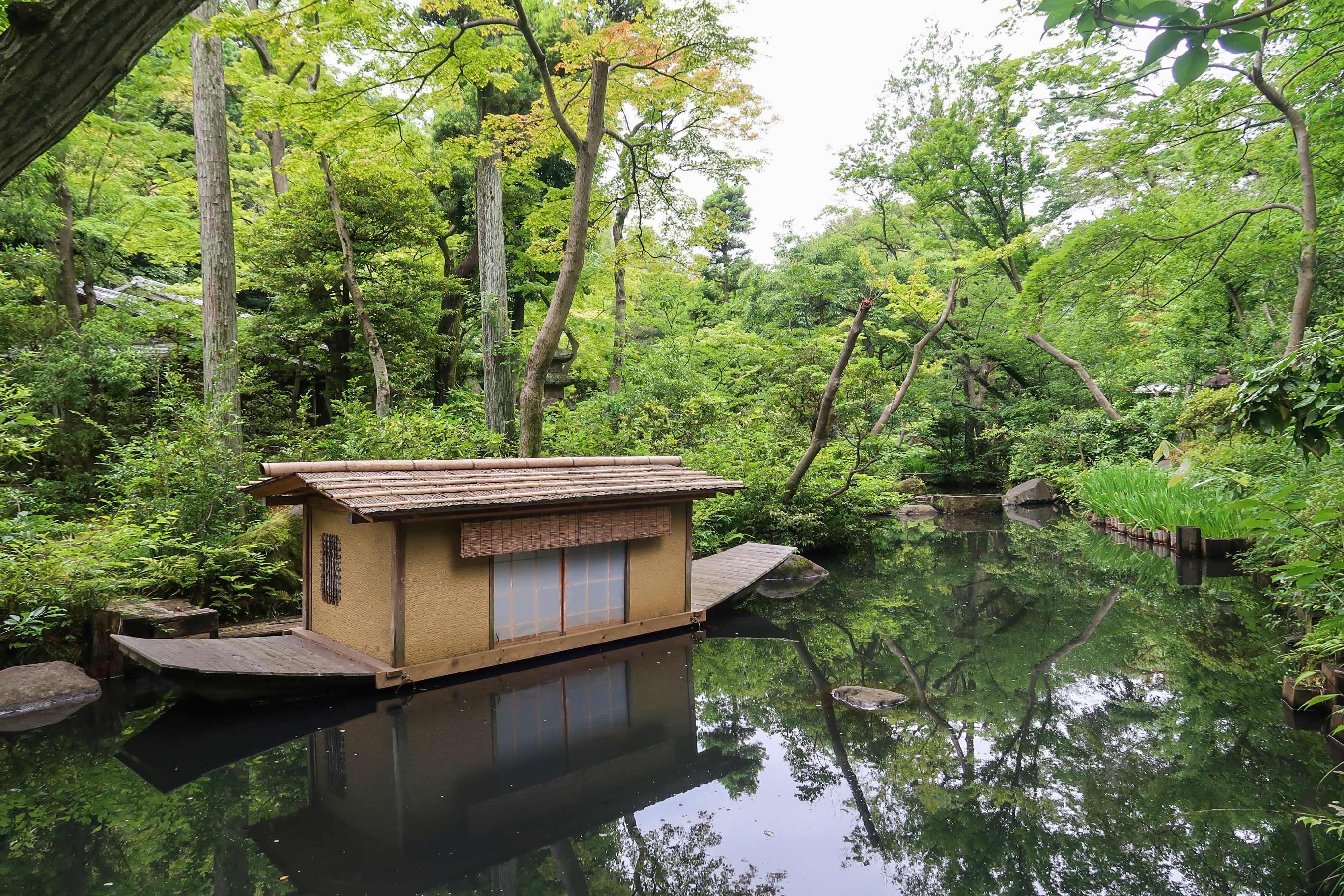
庭園（2018年5月撮影）
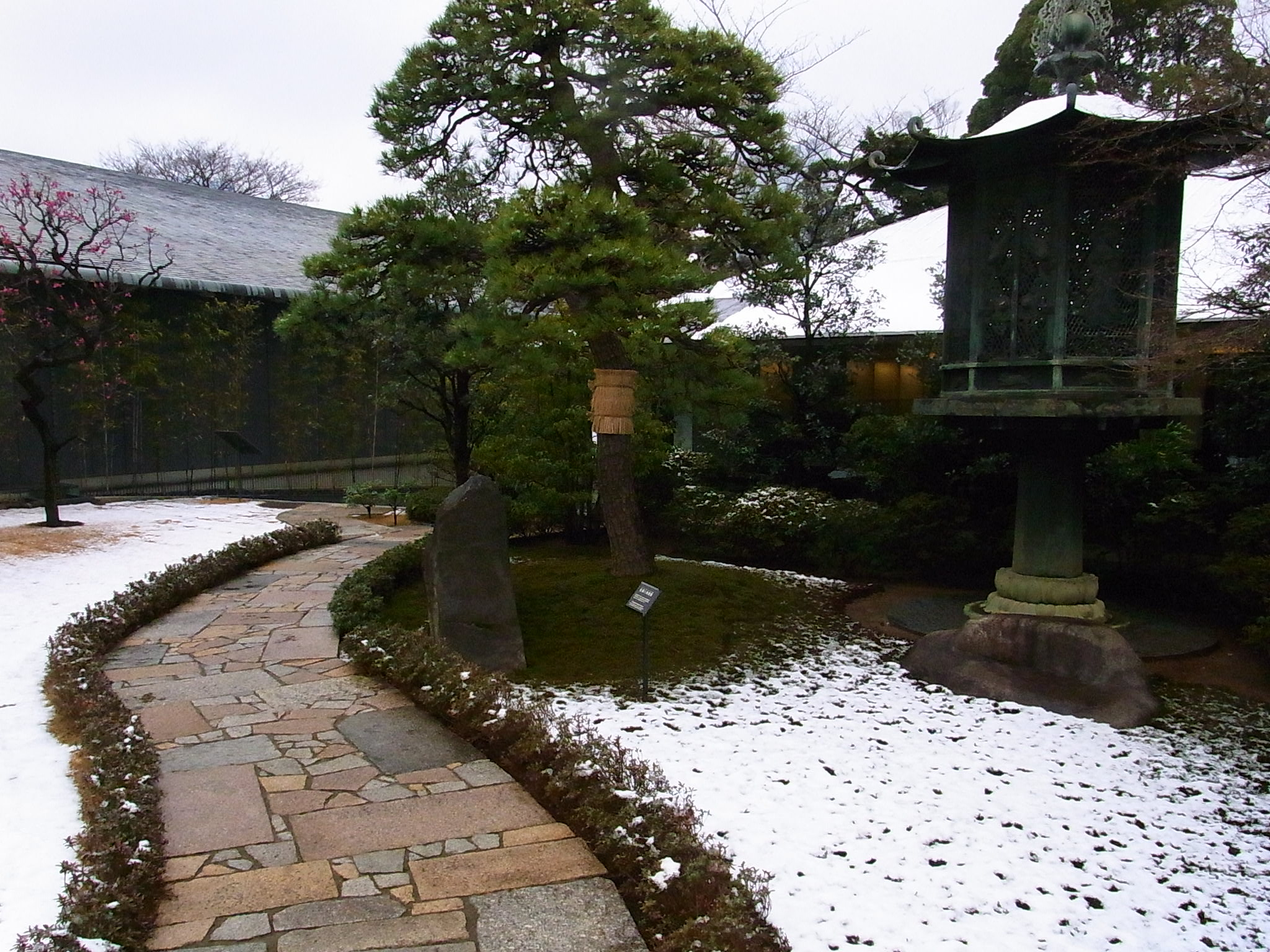
雪景色の庭園を見る（2010年2月18日撮影）

## 指定文化財

### 国宝

那智滝図

- 那智滝図 絹本著色 1幅

鎌倉時代、1951年（昭和26年）6月9日国宝指定
- 燕子花図 尾形光琳筆 紙本金地著色 六曲一双

江戸時代（18世紀）、1951年（昭和26年）6月9日国宝指定
カキツバタの開花する季節に合わせて、毎年4月下旬から5月上旬にかけて公開される。館内の庭園にはカキツバタが栽培されているので、作品と実物を共に鑑賞できる時期がある。
| 尾形光琳 燕子花図屏風 |  | 尾形光琳 燕子花図屏風 |
| 尾形光琳 燕子花図屏風 |  |                       |

- 漁村夕照図　伝牧谿筆 紙本墨画 1幅

南宋時代（13世紀）、「道有」の鑑蔵印がある。1954年（昭和29年）3月20日国宝指定
- 鶉図 伝李安忠筆 「雑華室印」あり 絹本著色 1幅

南宋時代、1953年（昭和28年）11月14日国宝指定
- 禅機図断簡（布袋図） 因陀羅筆 楚石梵琦賛 紙本墨画 1幅

南宋時代。1953年（昭和28年）11月14日国宝指定
- 根本百一羯磨 巻第六 1巻

奈良時代（8世紀）、1951年（昭和26年）6月9日国宝指定
- 無量義経・観普賢経（装飾経） 2巻

平安時代（11世紀半ば）、1952年（昭和27年）11月22日国宝指定（観普賢経）、1975年（昭和50年）6月12日国宝追加指定（無量義経）

### 重要文化財（絵画）
| 鈴木其一 夏秋渓流図 |  | 鈴木其一 夏秋渓流図 |
| 鈴木其一 夏秋渓流図 |  |                     |

| （仏教絵画） - 大日如来像 絹本著色 1幅 平安時代（12世紀） - 釈迦如来像〔釈迦如来・阿難像〕承元3年（1209年）銘 絹本著色 1幅 鎌倉時代初め - 普賢十羅刹女像 絹本著色 1幅 平安時代 - 愛染明王像（1942年重文指定） 絹本著色 1幅 - 愛染明王像（1960年重文指定） 絹本著色 1幅 - 大威徳明王像 絹本著色 1幅 吉田山一乗院伝来 鎌倉時代半ば過ぎ - 仏涅槃図 絹本著色 1幅（附:旧軸木） 南北朝時代 康永4年（1345年） - 釈迦八相図 絹本著色 1幅 鎌倉時代 - 元は久遠寺所蔵の3幅と一具 - 金剛界八十一尊曼荼羅図 絹本著色 1幅 鎌倉時代前期 - 愛染曼荼羅図 絹本著色 1幅 鎌倉時代前期 - 善光寺如来縁起絵 絹本著色 3幅 鎌倉時代 - 法相宗曼荼羅図 絹本著色 1幅 鎌倉時代後期 - 五百羅漢図 伝明兆筆 絹本著色 2幅 - 華厳五十五所絵（善財童子歴参図） 絹本著色 6面 平安時代 - 東大寺旧蔵。他に東大寺に10面、藤田美術館に2面、奈良国立博物館に1面、その他に1面の20面が現存 - 絵過去現在因果経 巻第二 絵慶忍並聖聚丸筆、書良盛筆 紙本著色 1巻 鎌倉時代 - 羅漢図（第五尊者）（南宋） 絹本墨画 1幅 - 阿弥陀如来像（高麗、大徳10年（1306年）） 絹本著色 1幅 - 淡彩披錦帯図 紙本墨画 1幅 室町時代（令和6年度指定予定） （垂迹画） - 春日宮曼荼羅図 絹本著色 1幅 - 春日補陀落山曼荼羅図 絹本著色 1幅 | （絵巻） - 天狗草紙 紙本著色 1巻 鎌倉時代 - 十二因縁絵巻 紙本著色 1巻 鎌倉時代 （水墨画） - 山水図 祥啓筆 紙本淡彩 1幅 - 山水図〔江天遠意図〕 伝周文筆 大岳周崇等賛 紙本淡彩 1幅 - 観瀑図 真芸（芸阿弥）筆 月翁周鏡等賛 紙本淡彩 1幅 - 山水図 曽我紹仙筆 月舟寿桂賛 紙本墨画淡彩 1幅 （近世絵画） - 藤花図 円山応挙筆 紙本金地著色 六曲一双 - 夏秋渓流図 鈴木其一筆 紙本金地著色六曲一双 （中国画） - 竹雀図 「雑華室印」「善阿」印あり 紙本墨画 1幅 - 夕陽山水図 馬麟筆 理宗賛 絹本著色1幅 - 瓜虫図 呂敬甫筆 自賛 紙本著色 1幅 - 銭塘観潮図 月翁周鏡等賛 絹本著色 1幅 - 風雨山水図 伝夏珪筆 「雑華室印」あり 紙本墨画 1幅 - 古木牧牛図 毛倫筆 絹本墨画 1幅 |

### 重要文化財（彫刻）
- 木造地蔵菩薩立像 久安3年（1147年）快助作 1躯
- 銅造釈迦如来・多宝如来並坐像 北魏時代 太和13年（489年） 1基 総高23.5cm
- 石造浮彫十一面観音龕（唐） 1面 - 総高107.4cm、石は石灰岩。西安花塔寺（宝慶寺）請来[* 3]

### 重要文化財（工芸品）
| （中国・朝鮮陶磁） - 青磁花瓶（青磁筍花生）（南宋、龍泉窯） 1口 - 青磁筒花生（大内筒） 1口 - 明染付花卉文大皿 1枚 - 金襴手下蕪花生 1口 - 唐物肩衝茶入（松屋）1口（附 竜三爪純子袋 珠光好、木綿広東袋 利休好、波梅鉢純子袋 織部好、捻梅唐草純子袋 遠州好、黒漆挽家、黒漆四方盆） - 高麗青磁蓮華唐草文水瓶 1口 - 井戸茶碗（柴田）朝鮮時代 1口 - 雨漏茶碗 朝鮮時代 1口 - 堅手茶碗（長崎）朝鮮時代 1口 | （日本陶磁） - 色絵山寺文様壺 仁清作 1口 - 銹藍金絵絵替皿 尾形乾山作 5枚 - 鼠志野亀甲文茶碗（山端） 1口 - 丸壺茶入（相坂）瀬戸 1口（附：縹地七曜霊芝龍丸文金襴袋、茶地格子石畳文緞子袋、紺地鳳凰文金襴袋、茶地亀甲繋文錦袋、挽家、朱漆五葉盆、象牙蓋7枚） （漆工） - 花白河蒔絵硯箱 1合 - 春日山蒔絵硯箱 1合 - 嵯峨山蒔絵硯箱 1合 - 宝相華銀平文袈裟箱 1合 - 秋野蒔絵手箱 1合 - 百草蒔絵薬箪笥 1基 内容品 一括 附 大御薬籠中品類目録 1冊 飯塚桃葉作 江戸時代 1771年 （金工） - 芦屋松梅図真形釜 1口 - 金銅鉢（応量器） 1口 奈良時代 - 口縁部に「重大四斤九兩」の刻字があり、上代の尺貫法を知る貴重な資料。 |

### 重要文化財（書跡典籍）
| （仏典） - 註楞伽経 巻七 1巻 奈良時代 - 大般若経 巻第廿三（和銅五年（712年）長屋王願経） 1帖 - 観世音菩薩受記経（天平六年聖武天皇勅願経） 1巻 - 金光明最勝王経註釈 巻第二断簡（飯室切） 1巻 平安時代 - 大般若経 巻第二百六十七（神亀五年五月十五日長屋王願経） 1巻 - 大般若経 巻第五十七（天平十九年十一月八日唐僧善意願経） 1巻 - 紺紙銀字華厳経 巻第四十六（二月堂焼経） 1巻 奈良時代 - 順正理論 巻第六残巻（大同元年五月中旬書写奥書） 1巻 - 大乗掌珍論 巻上残巻 1巻 奈良時代末期 - 大唐内典録 巻第九第十残巻（天平勝宝七歳七月二十三日六人部東人願経） 1巻 - 大乗法界無差別論疏 成弁（明恵）筆 1巻 鎌倉時代 - 不空三蔵表制集 巻第五 1巻 | （書跡典籍） - 内大臣殿歌合 元永二年七月 1巻 - 古今集 藤原為氏筆 文応元年藤原為家奥書 1帖 - 飛鳥井雅経筆懐紙（詠暁紅葉和歌）（熊野類懐紙）1幅 （墨跡） - 子元祖元墨跡（弘安三年（1280年）） 1幅 - 一山一寧墨跡（正和丙辰（1316年）） 1幅 - 明極楚俊墨跡（元徳二年（1330年）） 1幅 - 宗峰妙超墨跡（元亨壬戌（1322年）） 1幅 - 居涇和尚墨跡 弔白雲恵暁偈 1幅 元時代 - 竜巌徳真墨跡 与無夢一清偈 1幅 元時代 至順2年（1331年） - 月礀文明（げっかんぶんめい）墨跡 拈香語 1幅 元時代 - 月江正印墨跡 与楚雙峯偈語 1幅 元時代 至正3年（1343年） - 月江正印墨跡 玉泉字号偈 1幅 元時代 至正8年（1348年） |

### 重要文化財（考古資料）
（中国考古）
- 饕餮文方盉（とうてつもん ほうか） 3箇 伝河南省安陽侯家荘出土
- 饕餮文斝（とうてつもん か） 1箇 伝河南省安陽侯家荘出土
- 饕餮虺龍文尊（とうてつきりゅうもん そん） 1箇 伝河南省安陽侯家荘出土
- 饕餮夔鳳文瓿（とうてつきほうもん ほう） 1箇 伝河南省安陽侯家荘出土
- 犧首饕餮虺龍文尊（ぎしゅとうてつきりゅうもん そん） 1箇 伝河南省安陽大司空村出土
- 犧首饕餮虺龍文方罍（ぎしゅとうてつきりゅうもん ほうらい） 1箇伝河南省安陽大司空村出土
- 饕餮夔鳳文方彝（とうてつきほうもん ほうい） 1箇
- 双羊尊 1箇

## ギャラリー

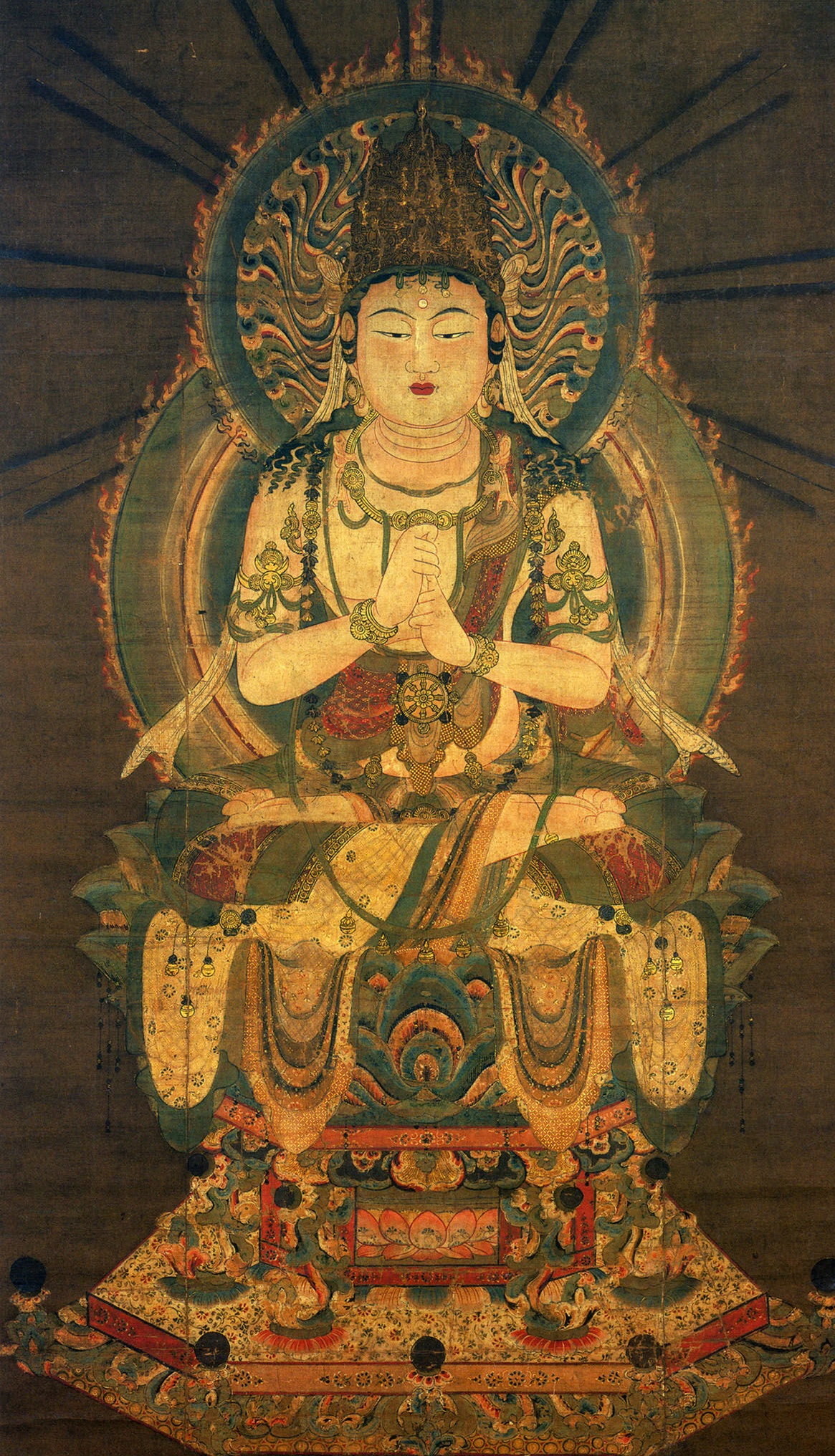
大日如来像
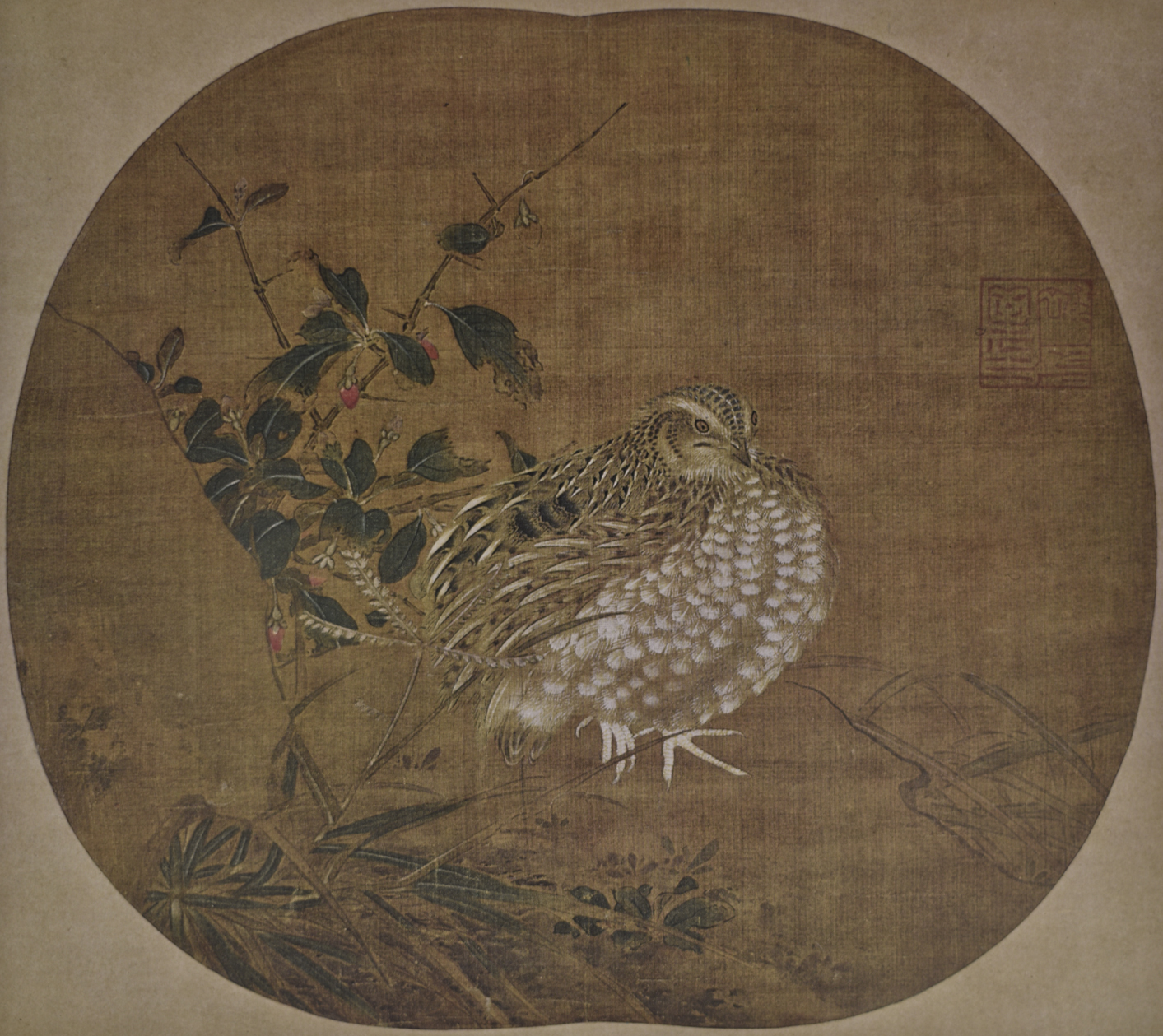
鶉図 南宋時代
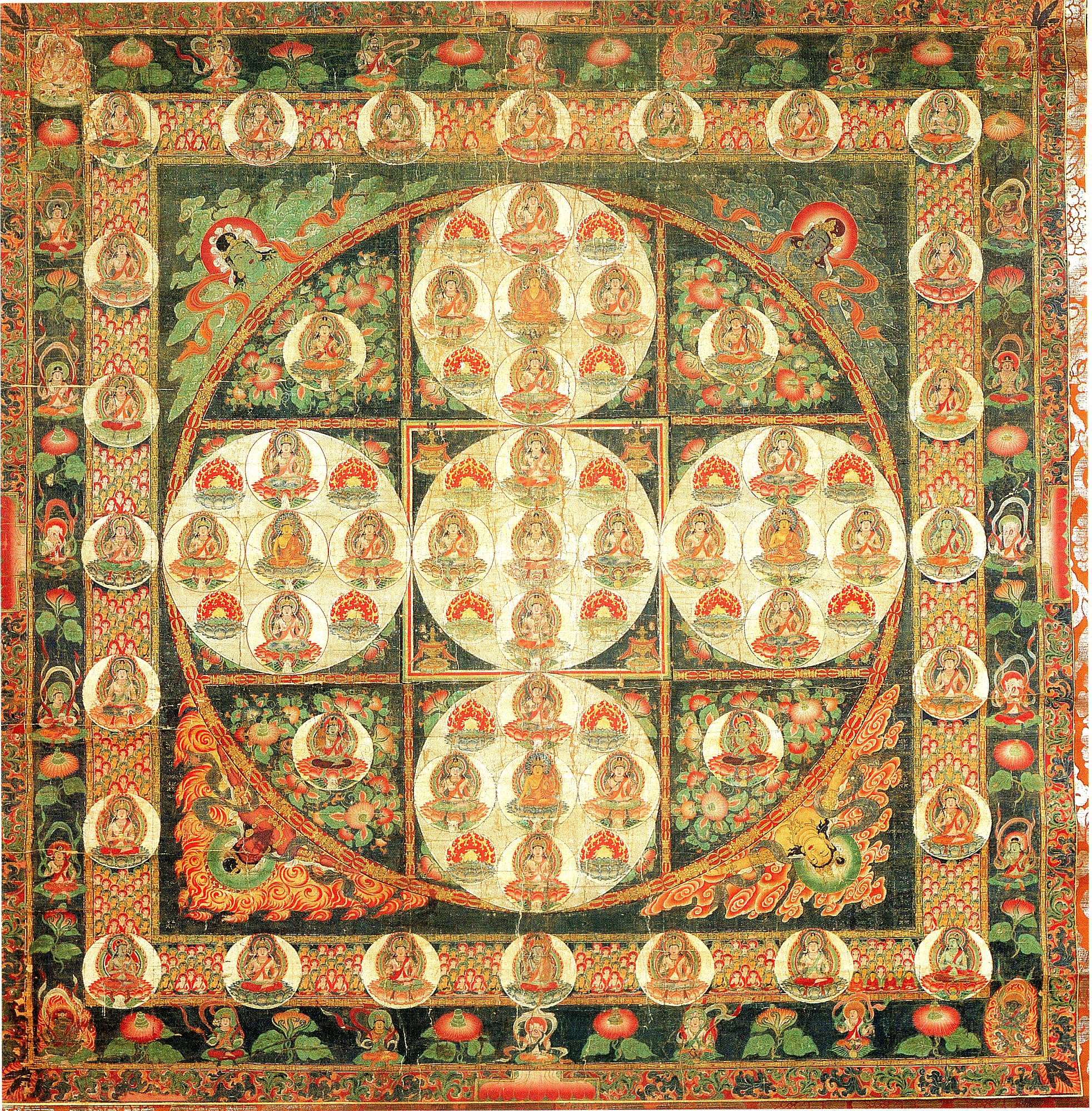
金剛界八十一尊曼荼羅図（鎌倉時代、滋賀・金剛輪寺伝来）
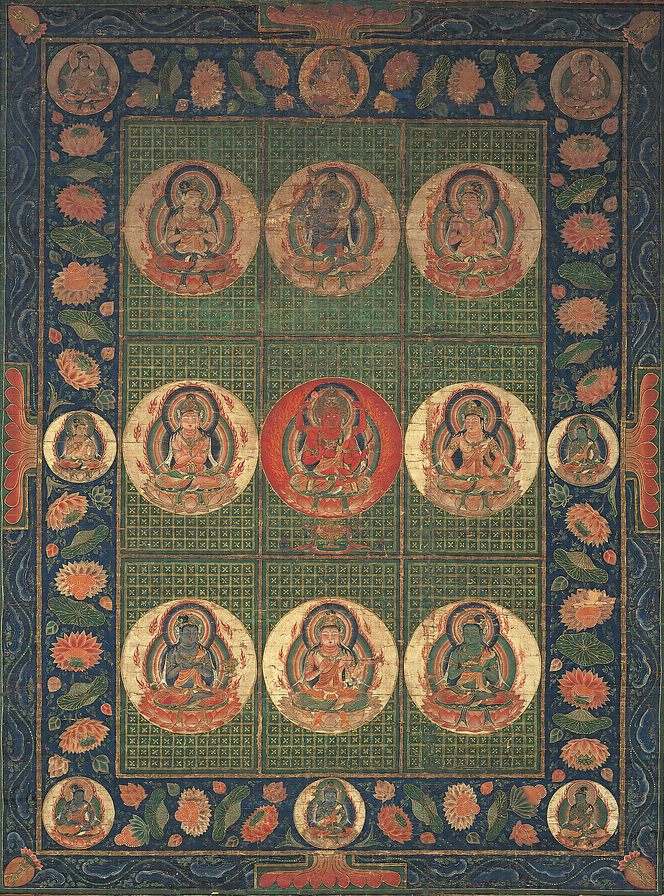
愛染曼荼羅図
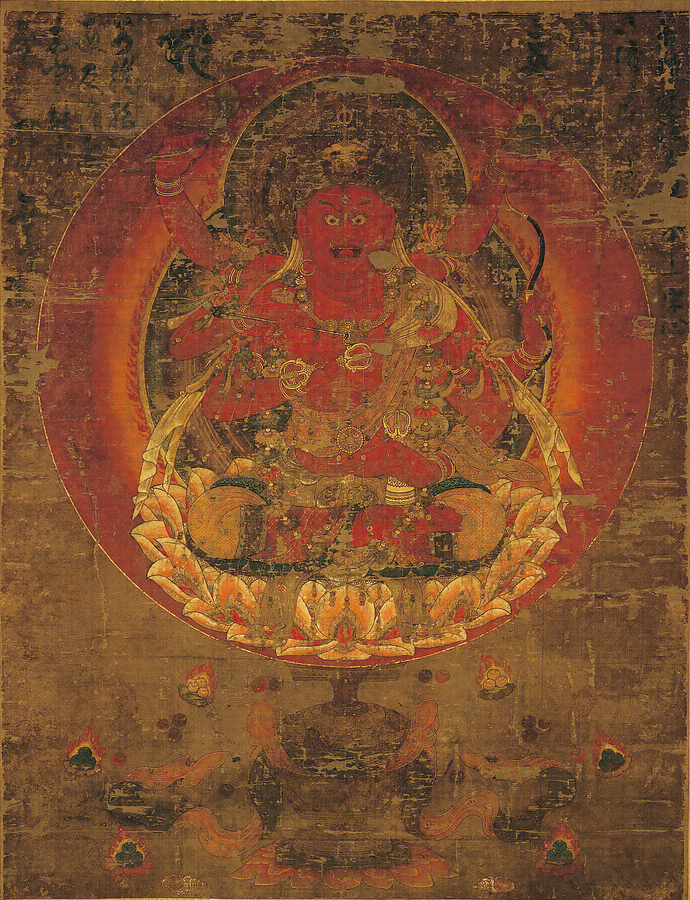
愛染明王像（1942年重文指定）
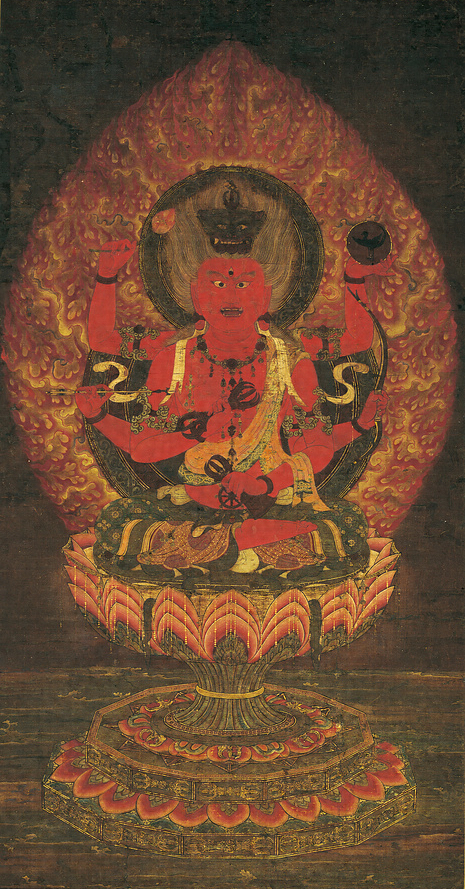
愛染明王像（1960年重文指定）
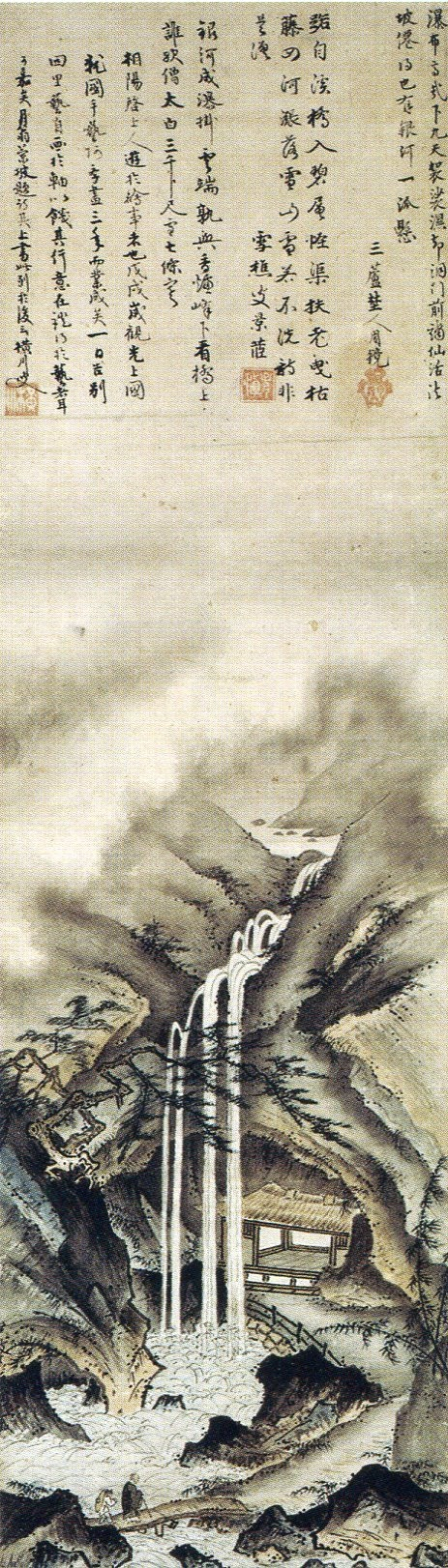
観瀑図 芸阿弥筆
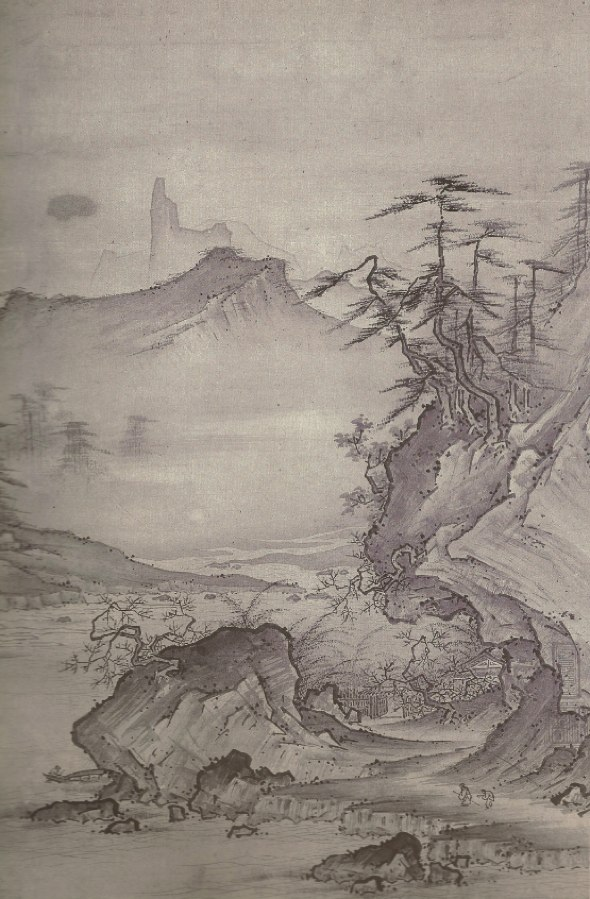
山水図 祥啓筆
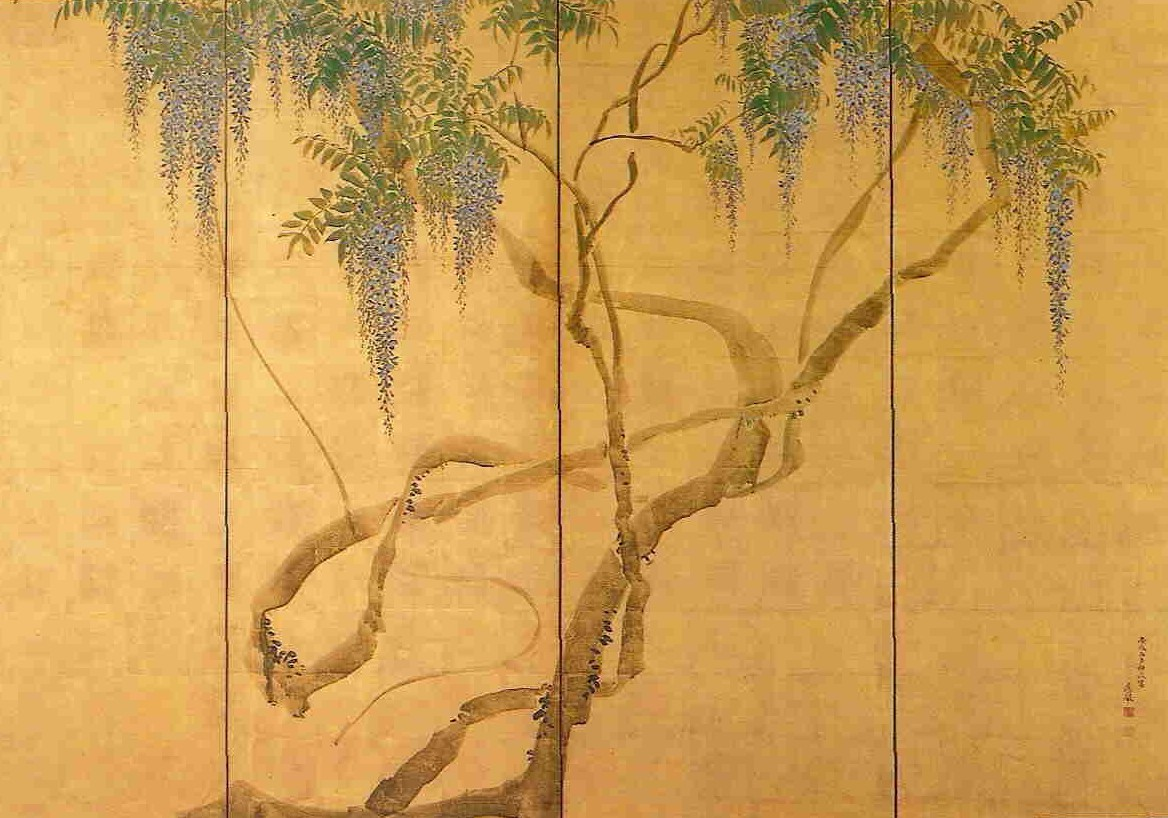
藤花図（部分）円山応挙筆
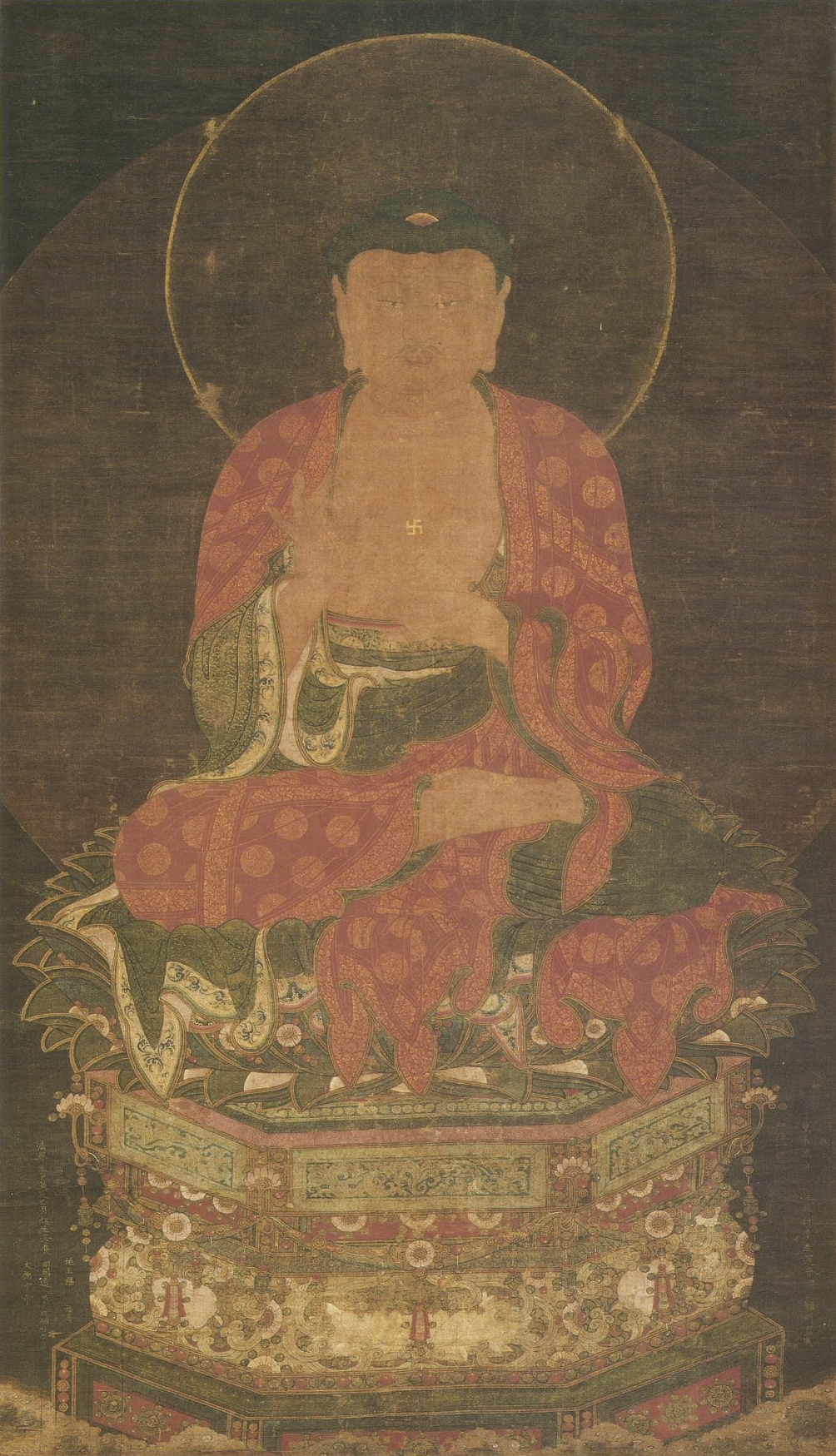
阿弥陀如来像（高麗）